# Guerre ottomano-persiane
Le guerre ottomano-persiane furono una serie di guerre combattute tra il XVI ed il XIX secolo tra l'Impero ottomano e i vari Imperi persiani.
Gli ottomani consolidarono il loro controllo di quella che è l'attuale Turchia nel XV secolo, e gradualmente si trovarono in conflitto con l'emergente potenza del vicino stato persiano, guidato da Ismail I della dinastia safavide. I due stati furono nemici per secoli, divisi sul piano religioso, ma anche sul piano dell'espansionismo militare. Una serie di conflitti militari imperversarono per secoli dividendo i due imperi per il controllo dell'Anatolia, del Caucaso e dell'Iraq.

## Le guerre
| Nome della guerra                                                                                 | Sultano ottomano             | Shah persiano                | Trattato finale                   | Vittoria                                                                          |
| ------------------------------------------------------------------------------------------------- | ---------------------------- | ---------------------------- | --------------------------------- | --------------------------------------------------------------------------------- |
| Battaglia di Cialdiran (1514)                                                                     | Selim I                      | Ismail I                     | Nessuno                           | Impero ottomano                                                                   |
| Guerra ottomano-safavide (1532-1555)                                                              | Solimano I                   | Tahmasp I                    | Trattato di Amasya (1555)         | Impero ottomano                                                                   |
| Guerra ottomano-safavide (1578-1590)                                                              | Murad III                    | Mohammad Khodabanda, Abbas I | Trattato di Costantinopoli (1590) | Impero ottomano                                                                   |
| Guerra ottomano-safavide (1603-1618), prima parte Campagne di Abbas I del Kakhetian e di Kartlian | Ahmed I                      | Abbas I                      | Trattato di Nasuh Pasha (1612)    | Impero persiano                                                                   |
| Guerra ottomano-safavide (1603-1618), seconda parte                                               | Ahmed I, Mustafa I, Osman II | Abbas I                      | Trattato di Serav (1618)          | Impero persiano                                                                   |
| Guerra ottomano-safavide (1623-1639)                                                              | Murad IV                     | Abbas I, Safi                | Trattato di Zuhab (1639)          | Impero ottomano                                                                   |
| Guerra ottomano-persiana (1730-1735), prima parte Campagna di Tahmasp del 1731                    | Ahmed III, Mahmud I          | Tahmasp II                   | Trattato di Ahmet Pasha (1732)    | Impero ottomano.                                                                  |
| Guerra ottomano-persiana (1730-1736), seconda parte                                               | Mahmud I                     | Abbas III, Nader Shah        | Trattato di Costantinopoli (1736) | Impero persiano                                                                   |
| Guerra ottomano-persiana (1743-1746)                                                              | Mahmud I                     | Nader Shah                   | Trattato di Kerden (1746)         | Indecisiva                                                                        |
| Guerra ottomano-persiana (1775-1776)                                                              | Abdulhamid I                 | Karim Khan Zand              | Nessuno                           | Basra venne catturata dalla Persia, ma ripresa dagli ottomani tre anni più tardi. |
| Guerra ottomano-persiana (1821-1823)                                                              | Mahmud II                    | Fat′h-Ali Shah Qajar         | Trattato di Erzurum (1823)        | Nulla di fatto                                                                    |

Tra i numerosi trattati, il Trattato di Zuhab del 1639 è solitamente considerato il più importante dal momento che fissò gli attuali confini tra Turchia ed Iran e tra Iraq e Iran. Nei successivi trattati furono frequenti i riferimenti al trattato di Zuhab.